# Lechaina
Lechaina (Grieks: Λεχαινά) is een deelgemeente (dimotiki enotita) van de fusiegemeente (dimos) Andravida-Kyllini, in de Griekse bestuurlijke regio (periferia) West-Griekenland.
Lechaina ligt in het voormalige departement Ilia en telt 6334 inwoners.